# Szent András-rend
Az Első Meghívott Apostol Szent András Rendje (oroszul: Орден Святого апостола Андрея Первозванного az Orosz Birodalom első és legmagasabb rendje volt, amelyet I. Péter orosz cár alapított 1698-ban. A kitüntetést az Orosz Birodalom összeomlása után a Szovjetunió kormánya megszüntette, 1998-ban pedig az orosz állam által adományozott jelentős kitüntetésként állították vissza.

## Története

### A rend az Orosz Birodalom idején

#### A rend alapítása és Nagy Péter kora

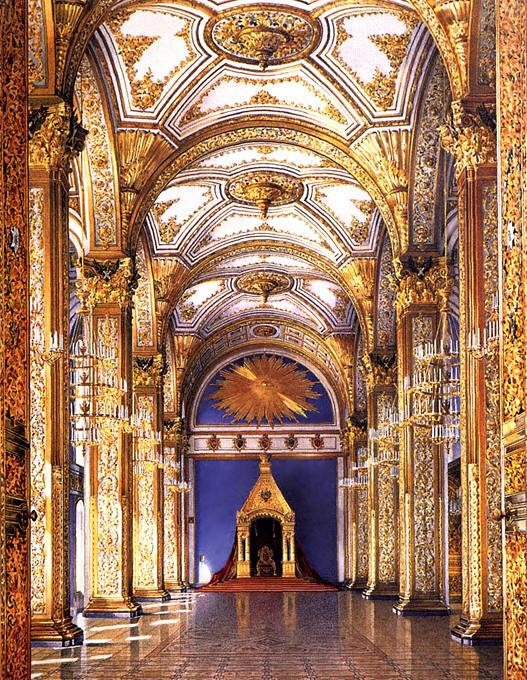
A Szent András-rend csarnoka a Kreml-palotában

Nagy Péter cár angliai tartózkodása alatt különféle kitüntetéseket kapott a nyugati monarchiák nyitottságának jeleként a világi elszigeteltségéből kikerülni próbáló Oroszország felé. 1698 januárjában a cár megkapta többek között Térdszalagrendet III. Vilmos angol király kezéből. Nagy-Britanniában tett látogatása során felfedezte a Bogáncsrend létezését, amely tiszteletbeli kitüntetést IV. Jakab skót király 1503-ban hozott létre. Ezt a rendet Szent András, Skócia védőszentje, a bogáncsvirággal együtt a nemzeti szimbólumok egyike, közvetlen védelme alá helyezték. Nagy Péter rájött, hogy Oroszországnak még a tizenhetedik század végén sem volt nemzeti kitüntetése vagy dinasztikus rendje, ezért úgy döntött, hogy a skót kitüntetésből merít ihletet, hogy létrehozzon egyet hazájában.
Valóban, miután 1698. november 30-án visszatért Oroszországba, ő maga alapította ezt a kitüntetést azzal, hogy Szent Andrásnak, Jézus Krisztus elsőként hívott apostolának és Oroszország védőszentjének szentelve oltalma alá helyezte. Csak egy osztálya volt, és csak a legkiválóbb polgárok és katonák kaphatták meg.
Fjodor Golovin volt a rend első lovagja, és felszámolásáig, az 1917-es októberi orosz forradalomig alig száz lovagot kreáltak. A monarchia idején, akik megkapták ezt a rendet, automatikusan megkapták az összes többi orosz kitüntetést is: a Szent Sándor Nyevszkij- a Fehér Sas-rendet, a Szent Anna-rendet és a Szent Szaniszló-rendet (pontosítani kell, hogy a Fehér Sas és Szent Szaniszló rendeket Lengyelországban alapították, de miután Oroszország meghódította azt, e kitüntetések adományozását is átvette. Ezt követően a kitüntetésben részesülők automatikusan altábornagyi vagy ellentengernagyi rangot is kaptak, ha korábban katonai szolgálatot teljesítettek. Azt is megállapították, hogy ez a kitüntetés automatikusan megilleti az orosz cári család összes vér szerinti tagját keresztelésük napjától kezdve.

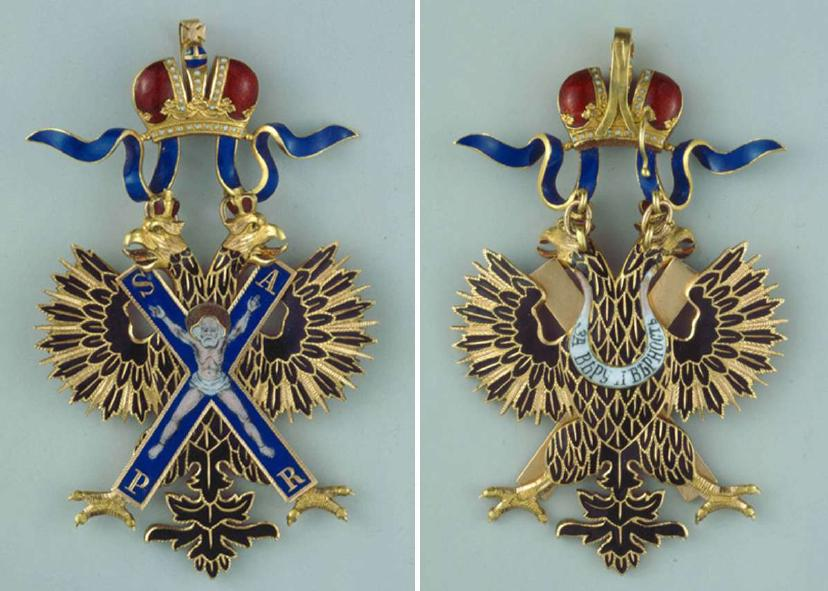
Az ékkövekkel ellátott rendjel eleje (balra) és a hátulja (jobbra)

A rend lovagjainak az alkotmányos alapokmány szerint a legmagasabb nemesi és katonai ranggal kellett rendelkezniük. A lovagoktól olyan magatartást követeltek meg, amely tiszteletben tartotta ezeket a magas erkölcsi követelményeket a kitüntetéssel járó tiszteletdíj visszaigénylése terhe mellett, ráadásul a(z élő) kitüntetettek száma nem haladhatta meg a 24-et, s legalább a felének orosz nemzetiségűnek kellett lennie.
A Rend első adományozottjai I. Péter idején főként tábornokok és más katonai személyek voltak, akik segítették őt abban, hogy megerősítse az állam határait a Svéd Királyság ellenében. Maga Nagy Péter csak 1703-ban vette át a Rend jelvényét, így csak a hetedik lovagja lett a rendnek, hiszen mindig is hangoztatta, hogy nem tartja magát méltónak arra, hogy az általa alapított rend jelvényeit viselhesse. A cár úgy gondolta, hogy csak a nöteborgi erőd ostromát követően érdemelheti ki a kitüntetést, ahol barátjával, Alekszandr Danilovics Mencsikov altábornaggyal együtt a cár személyesen irányította a Preobrazsenszkij- és Szemjonovszkij-ezred katonáit, harminc hajóra szállva, 1703. május 1-jén éjszaka, elviselve az erőszakos svéd ellentámadást. Ez a hősies haditette meggyőzte Pétert arról, hogy méltó a kitüntetés átvételére, miközben személyesen adományozta azt Alekszandr Danyilovics Mensikovnak, Gavriil Ivanovics Golovkinnak és Fjodor Alekszejevics Golovin tengernagynak.

##### Az emlékérmek
A Szent András-rend megalapításával I. Péter 1706-ban elhatározta, hogy egy sor emlékérmet is létrehoz, amelyeket a rendjel övére akasztva viselnek a kitüntetettek, vagy a mellkasra tűzik mint normál érmet, hogy megemlékezzenek olyan eseményekről, amelyekben a kitüntetettek részt vettek, és amelyek az ő uralkodása alatti Oroszország történelmét meghatározták. Ezeket az érmeket kizárólag katonák kapták, mivel a háborús tevékenység Nagy Péter uralkodása alatt különösen intenzív volt, és a legkiemelkedőbb tábornokok jutalmazására korlátozódott. Az érmeket a tisztek arany, a tiszthelyettesek és a csapatok ezüst színben kapták meg.
Az érmek rendszeresítését kiváltó esemény az 1706. október 19-i kaliszi csata volt, amikor a győztes harc végén Mensikov altábornagy parancsnoksága alatt álló orosz hadsereget az első érmekkel jutalmazták.
Nagy Péter a következő alkalmakra adományozott Szent András-rendhez kapcsolódó emlékérmeket:
- Kaliszi csata, 1706. október 19.
- Lesznajai csata, 1708. szeptember 28.
- Poltavai csata, 1709. július 8.
- Ganguti csata, 1714. július 27.-augusztus 6.
- A négy svéd fregatt elvétele, 1720
- 1721. augusztus 30-án aláírt nystadi szerződés[2]

##### Belépők és nyugállományúak
I. Péter elrendelte, hogy minden kitüntetett tag fizessen 500 orosz rubel díjat a Rend készpénzalapjába. Ez alól csak a külföldiek illetve a cár által engedményben részesített személyek mentesültek. A befolyt pénzt moszkvai és szentpétervári árvaházaknak szánták. Azt is meghatározták, hogy minden orosz kedvezményezett évi 800 és 1000 rubel közötti nyugdíjat kap a kormánytól.
Nagy Péter uralkodása alatt összesen 38 alkalommal adományozta ezt a kitüntetést.

### I. Katalin cárnő
I. Katalin orosz cárnő még gondosabban adományozta a Szent András-rendet, mint férje. Uralkodása alatt mindössze 18 személyt tüntetett ki, akik közül hat külföldi személyiség volt.

### VI. Iván cár

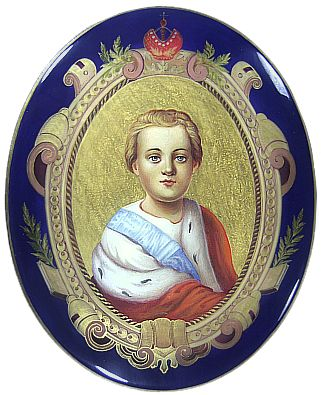
VI. Iván cár a Szent András-rend szalagját viseli

Az 1740. október 17-én cárrá kikiáltott VI. Iván néhány hónapos korában megkapta a Szent András-rendet. Ekkor alakult ki hivatalosan az a szokás, hogy a Romanov-család minden férfi tagjának születéskor adományozzák, így a rend a cárok családjához szorosan kötődő dinasztikus kitüntetéssé is vált. A kis cárhoz hasonlóan a később kitüntetett csecsemők számára is előirányozták a rend egyedi jelvényeit.

### Anna cárnő

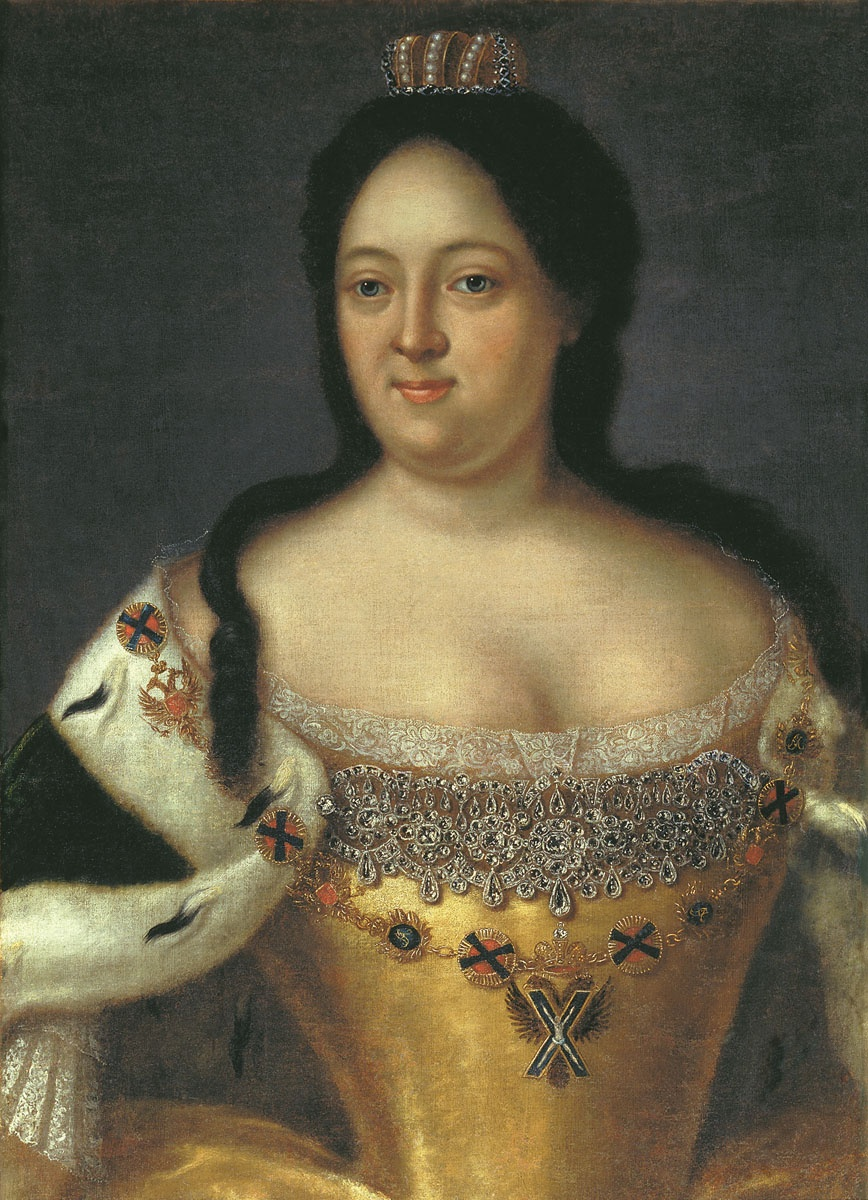
Anna orosz cárnő a Szent András-rend láncával, Johann Heinrich Wedekind portréján (1674–1736)

Anna orosz cárnő volt az első, aki megváltoztatta a Szent András-rend adományozását. Uralkodása alatt a kitüntetettek száma 24-re emelkedett, köztük a kor olyan illusztris személyiségei, mint Ernő János kurföldi herceg, a fia, Peter von Biron, Burckhardt Christoph von Münnich, Carl Gustav Levenvolde és a császárnő számos kegyence kapott rendjelet.

### Erzsébet cárnő
1742. február 14-Erzsébet orosz cárnő új érmet hozott létre a Szent András-rendnek azzal a szándékkal, hogy egyúttal és mindenekelőtt tisztelje alapítóját, I. Pétert. Az érem megjelenése: arany kör piros éremmel közepén az orosz I. Péter monogramja arany betűkkel ("P", cirill betűkkel "П"). A medálon a néhai cár győzelmeit szimbolizáló, színes zománcozott arany korona arany trófeák kíséretében. Uralkodása alatt Erzsébet 83 Szent András-rendi kitüntetést adományozott.

### III. Péter cár
Hat hónapos uralkodása alatt III. Péter 15 főt részesített a Szent András-rendben, köztük Pjotr Rumjancev ezredest (a leendő marsallt).

### II. Katalin cárnő
A holstein-gottorpi Károly Péter Ulrich cáreviccsel karöltve a leendő II. Katalin orosz cárnő több alkalommal megkísérelte megszerezni I. Erzsébet cárnőtől a Szent András-rendet apja, Keresztély Ágost anhalt–zerbsti herceg számára, aki 1747-ben halt meg lánya orosz trónra lépése előtt, és soha nem sikerült megszereznie az áhított kitüntetést.
Amikor II. Katalin a férje elleni államcsíny után önállóan lépett trónra, rendeletével összesen száz személyt tüntetett ki, köztük szeretőjét, Grigorij Orlovot, Ivan Szaltikov grófot, Lengyelország leendő királyát, Stanislaus August Poniatowskit, Alekszandr Szemjonovics Vaszilcsikovot, Grigorij Alekszandrovics Patyomkin herceget és Platon Alekszandrovics Zubov herceget.
A cárnő által ilymódonb megtisztelt személyiségek közül kiemelkedtek a külföldi diplomaták, tábornokok és politikusok, így Nyikolaj Vasziljevics Rjepnyin tábornok-diplomata, Nyikolaj Ivanovics Szaltikov marsall-gróf, Alekszandr Vasziljevics Szuvorov tábornagy, G. A. Szpiridonov, Samuel Greig, Vaszilij Jakovlevics Csicsagov admirálisok, Alekszej Naumovics Szenavin, a francia François-Emmanuel Guignard de Saint-Pries és még sokan mások.
Nagy Katalin volt Oroszország utolsó uralkodója, aki koronázásakor kapta meg a Szent András-rendet. Minden utóda (akik mind férfiak voltak) már születésük napján.

#### Az étkészlet

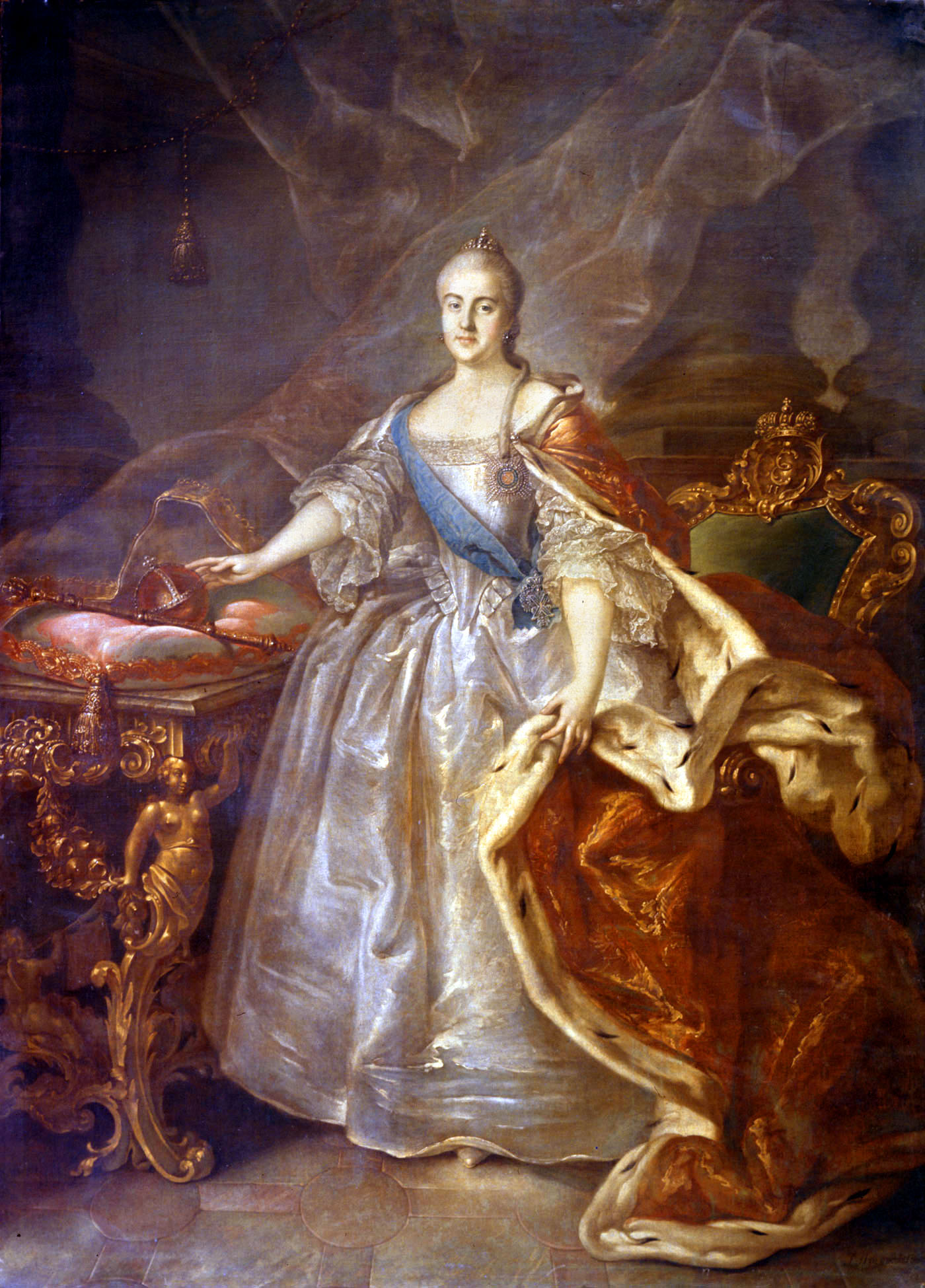
II. Katalin orosz cárnő a Szent András-rend szalagjával, Ivan Argunov (1727–1802) arcképén

1777-ben II. Katalin egy 30 terítékes asztali szervizt rendelt meg 5000 és 6000 rubel közötti áron Francis Jacob Gardnertől az Oroszországban letelepedett skót porcelángyárostól. A gyár Moszkva közelében 1766-ban Verbilki (akkor Verbolovo) faluban épült, mai neve: Dmitrovi Porcelángyár. A rend szalagjával és jelvényeivel díszített készletet a cárnő a Téli Palotában használta a rend ünnepnapjain.   
Az akkor készült darabok I. Miklós uralkodásáig voltak használatban, aki a készletet a cári porcelánmanufaktúrában készült másolatokra cseréltette ki. Az eredetieket az Ermitázsban helyeztette el, ahonnan – a birodalmi érdemrendek 1917-es megszűnése után – külföldre adták el őket.

### I. Pál cár
1797. április 17-én I. Pál orosz cár kiterjesztette a kitüntetés adhatóságát a papság tagjaira is hűségük elismeréseként.
1798-ban, ismét a cár parancsára, a rend hivatalos öltözékét is jóváhagyták más európai rendek mintájára. Mélysötét zöld bársony köpenyből állt, amelyet fehér szövettel béleltek, a gallér tetején ezüstbrokát volt, ezüst zsinórral és ugyanilyen anyagú bojtokkal. A köpeny bal oldalára a rend csillagát hímezték. A köpeny alatti ruha fehér brokátból készült, aranyfonattal díszítve, mellkasán a andráskeresztet viselték. A nadrág kasmírgyapjú, a harisnya fehér selyem, a kalap fekete bársony, piros–fehér tollakkal és égszínkék szalaggal.

#### A Rend székesegyháza

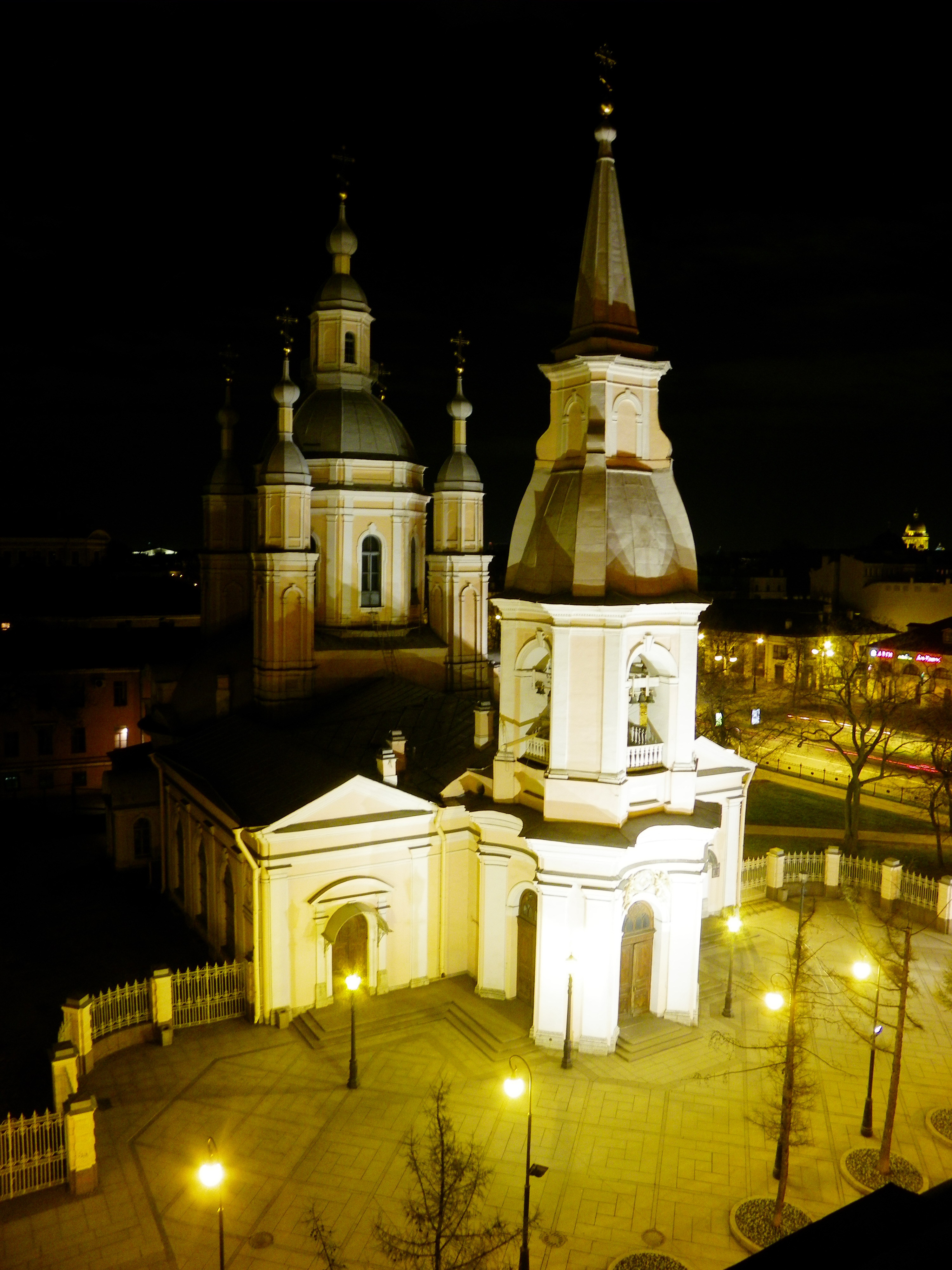
Szent András-székesegyház a szentpétervári Vaszilevszkij-szigeten, Alekszandr Francevics Viszt orosz építész (1722–1794) alkotása

András napján (november 30-án) a Szent András-renddel kitüntetettek együtt vettek részt a szentpétervári Néva-delta Vaszilevszkij-szigetén található Szent András-székesegyházban tartott ünnepségen. Az istentiszteletet nagyszabású gálavacsora követte II. Katalin uralkodása alatt létrejött ünnepséggel és bállal.

### I. Sándor cár
I. Sándor új szabályozást rendelt el a Szent András-renddel kapcsolatban. Megállapította, hogy minden lovag a rendbe való belépéskor 800 rubelt köteles fizetni, amely összeget mindig jótékonyságra és a rend fenntartására szántak.
I. Sándor uralkodása alatt a birodalmi Oroszország tekintélyes hadtörténeti évet élt meg. Az 1812-es honvédő háború különösen fontos időszak volt a Szent András Lovagrend és a napóleoni háborúk különböző hadszínterein kitüntetett katonák számára is.

#### Közeledés a napóleoni Franciaországhoz (1807–1811)

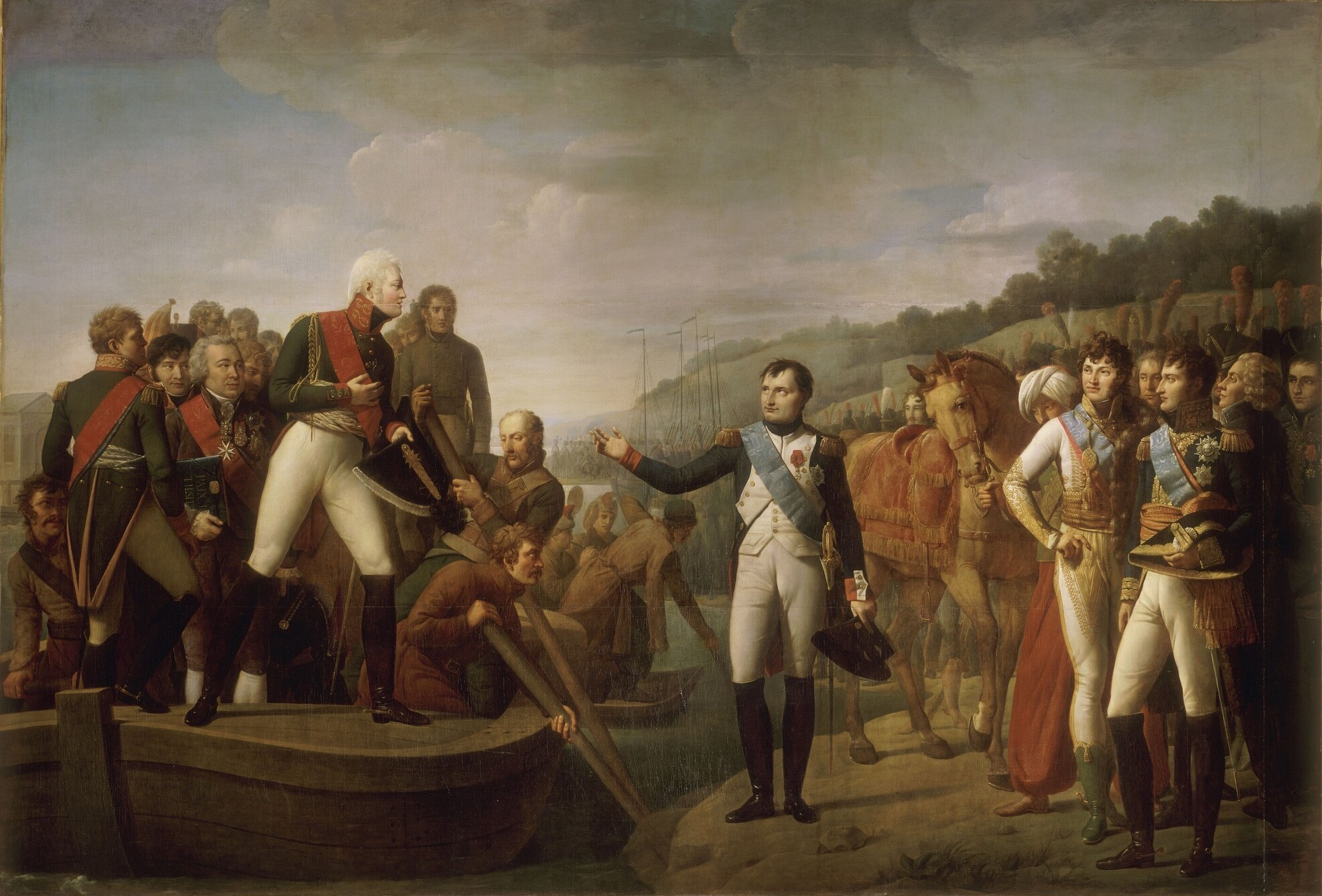
I. Napóleon és I. Sándor a Tilsziti békeszerződés aláírása (1807. július 9.) után az uralkodók által viselt kitüntetésekkel (Gioacchino Serangeli festménye, 1810, Musée de l'Histoire de France (Versailles)

A tilsiti békeszerződés 1807. július 9-i aláírása a Nemunas folyó bal partján, I. Sándor és Napóleon között volt az alkalom a kölcsönös kitüntetések cseréjére, az orosz cár becsületlégiójára és az orosz cár gallérjára. Szent András-rend a franciák császárának.
Az 1807 és 1811 közötti enyhülés időszakában, amikor I. Sándor cár kényszerből közeledett a napóleoni Franciaország politikájához, a Francia Birodalom különböző személyiségeit a Szent András-renddel tüntették ki:
- Jérôme Bonaparte, Vesztfália királya;
- Joachim Murat, a két Szicília királya és Franciaország főadmirálisa;
- Charles-Maurice de Talleyrand-Périgord, Benevento hercege és diplomata.
- Louis-Alexandre Berthier, Neuchâtel hercege és Wagram, Franciaország altiszt.
- Jean-Baptiste Nompère de Champagny, Cadore hercege, francia külügyminiszter;
- Armand Augustin Louis de Caulaincourt, Vicenza hercege, hadosztálytábornok, Franciaország nagy lovagrendje;
- Jean Lannes francia tábornok

#### Orosz hősök és szövetségesek a franciák ellen (1812–1815)
1812 és 1814 között számos orosz és nemzetközi személyiséget tüntettek ki a Szent András-renddel Napóleon és seregei elleni elkötelezettségéért. A gyémántdíszt gróf Levin August von Bennigsen kapta.
1813 -ban George Frederick Augustus hannoveri trónörököst a rend láncával tüntették ki, 1815-ben pedig I. Sándor a rend jelvényét Arthur Wellesleynek, Wellington hercegének adományozta. .1823 -ban François-René de Chateaubriandot is kitüntették vele.

### I. Miklós cár
A rend láncát általában minden orosz lovag megkapta, és a hagyományt I. Sándor utódja, I. Miklós is fenntartotta, aki azonban az 1842. május 23-án úgy rendelkezett, hogy a külföldi személyeknek vissza kell adniuk a rend jelvényét a kitüntetett halálakor.
I. Miklós is innovatívnak bizonyult, amikor 1845. július 22-én, illetve 1846. október 27-én aláírt rendeletekkel lehetővé tette a Szent András Lovagrend adományozását a keresztény valláshoz nem tartozó személyek számára is, azzal a trükkel, hogy a Szent András-rend keresztje kétfejű sassal a díszérmeken.
1837-ben I. Miklós úgy döntött, hogy a régi Kremlben építteti fel az új császári palotát. Konstantin Thon építészt bízták meg az új komplexum összesen 700 szobájának tervezésével, beleértve a császár és a császári család tagjai számára fenntartott szárnyat. Egy nagy lépcsőn öt nagy terembe lehetett bejutni, amelyek mindegyike az Orosz Birodalom más-más érdemrendjének volt szentelve: egy helyiséget a Szent András-rendnek, egyet a Szent Katalin-rendnek, egyet a Szent Vlagyimir-rendnek tartottak fenn, egyet a Szent Sándor Nyevszkij Rendnek, egyet pedig a Szent György Katonai Rendnek. A Szent András-rendnek szentelt szobából, amely a többinél nagyobb, csodálatos kilátás nyílt a Moszkva folyóra.

### II. Sándor cár
II. Sándor módosította Szent András rend katonai változata formáját: 1855. augusztus 5-én a cár elrendelte, hogy a kitüntetett katonai személyiségek szalagjára két keresztbe tett kardot helyezzenek.
1860. augusztus 5-én II. Sándor is megadta ezt a megtiszteltetést néhány, a csatákban különösen kitüntetett ezrednek, zászlókkal, transzparensekkel és arannyal szegélyezett kék alapon (a rendi szalag színű) arany- vagy ezüsttrombitákkal szelve fel őket.

### II. Miklós és az Orosz Birodalom vége
1896. május 14-én, a moszkvai Nagyboldogasszony székesegyházban II. Miklós Oroszország és az összes Oroszok cárjává koronáztatta magát, de a szertartáson, a Szent András-rend átadásának pillanatában az uralkodó a katedrális padlójára esett. Ezt sokan uralkodásának baljós jelének tekintették, mintha az azt követő forradalom véres eseményeit jelezte volna előre.
A Szent András-rendet az Orosz Birodalom összeomlása után is adományozta a száműzetésben lévő Orosz Cári Ház, de a rendet a Szovjetunió de facto nem ismerte el. A forradalom utáni első ilyen emigrációs kinevezés Georgij Konsztantyinovics orosz hercegé volt, aki 1923 áprilisában vált nagykorúvá.

### Nevezetes kitüntetettek

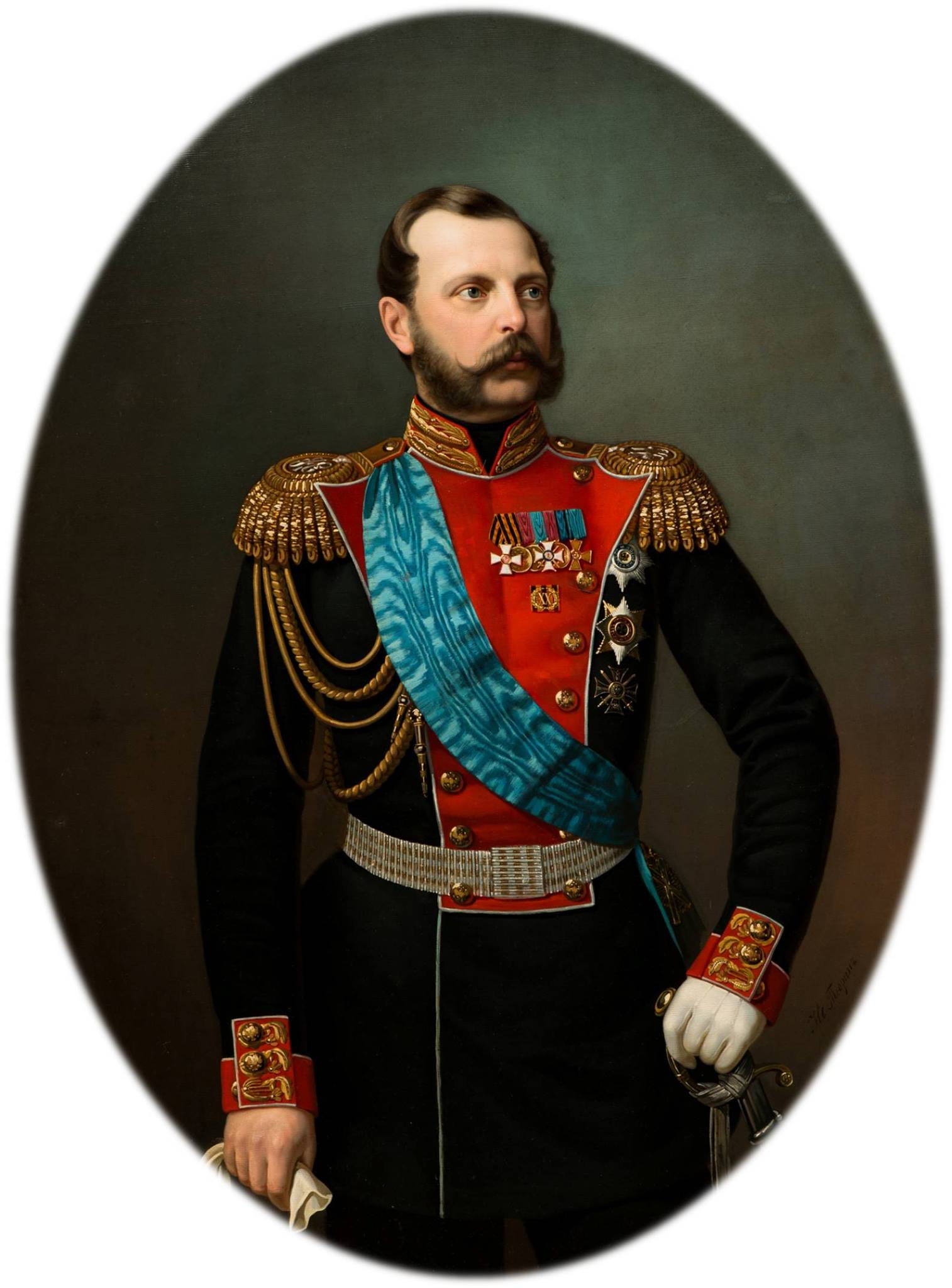
II. Sándor orosz cár a Szent András-rend szalagjával
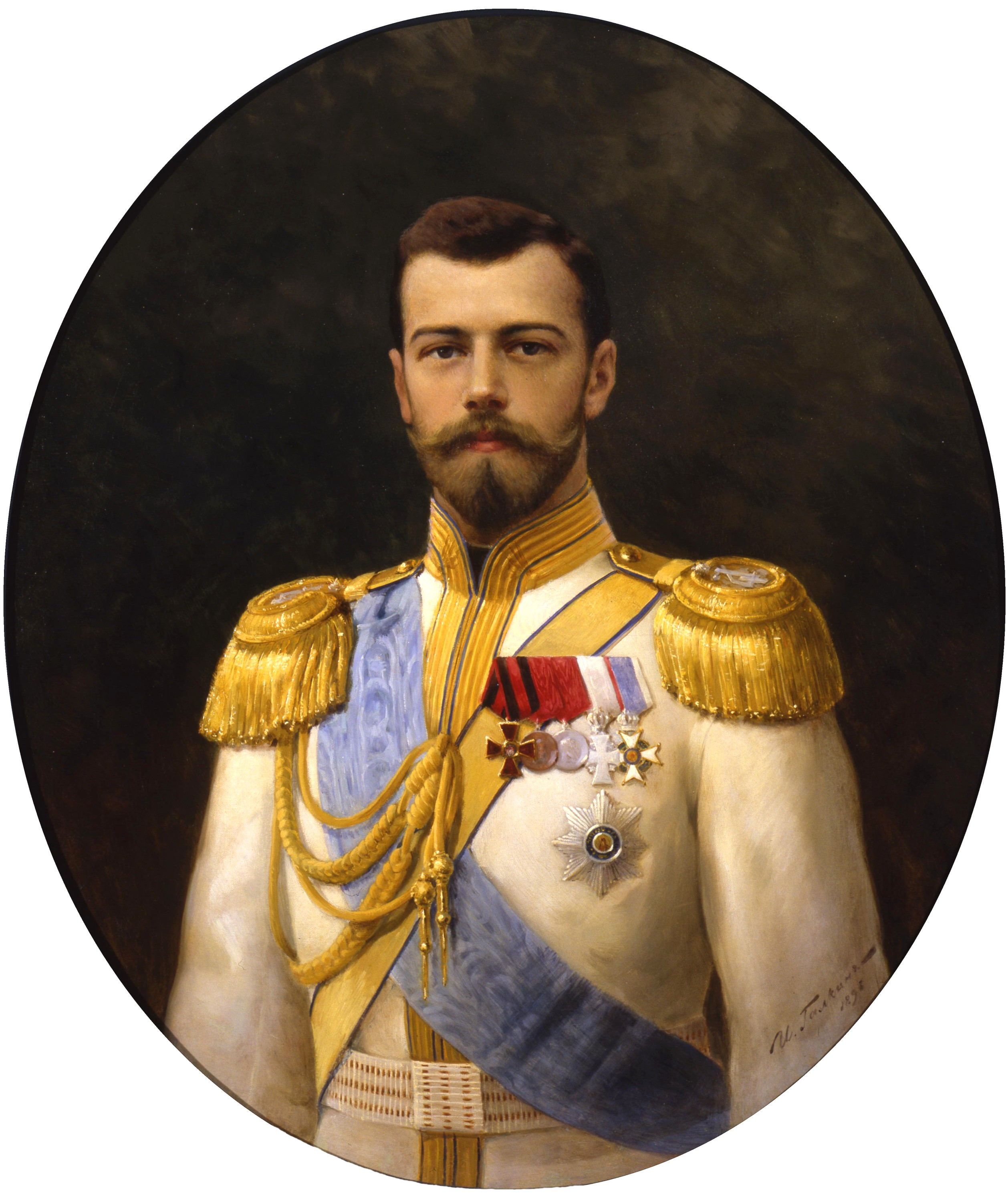
II. Miklós orosz cár a rend szalagjával
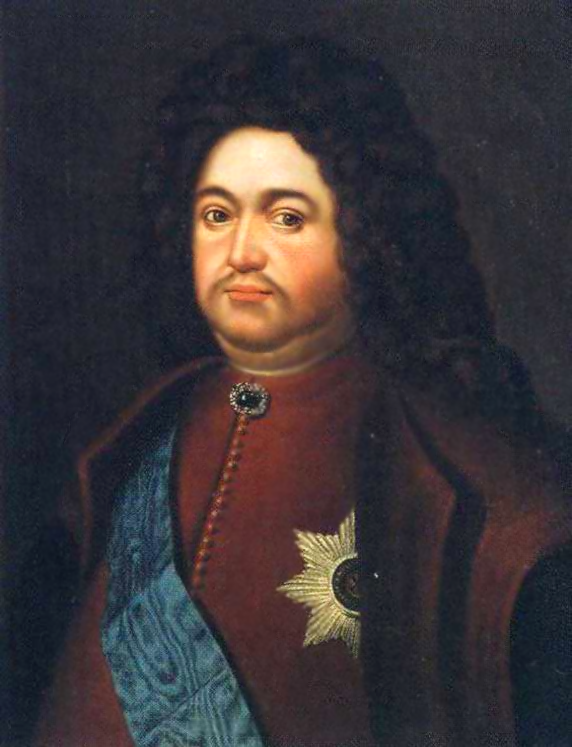
Fjodor Alekszejevics Golovin gróf
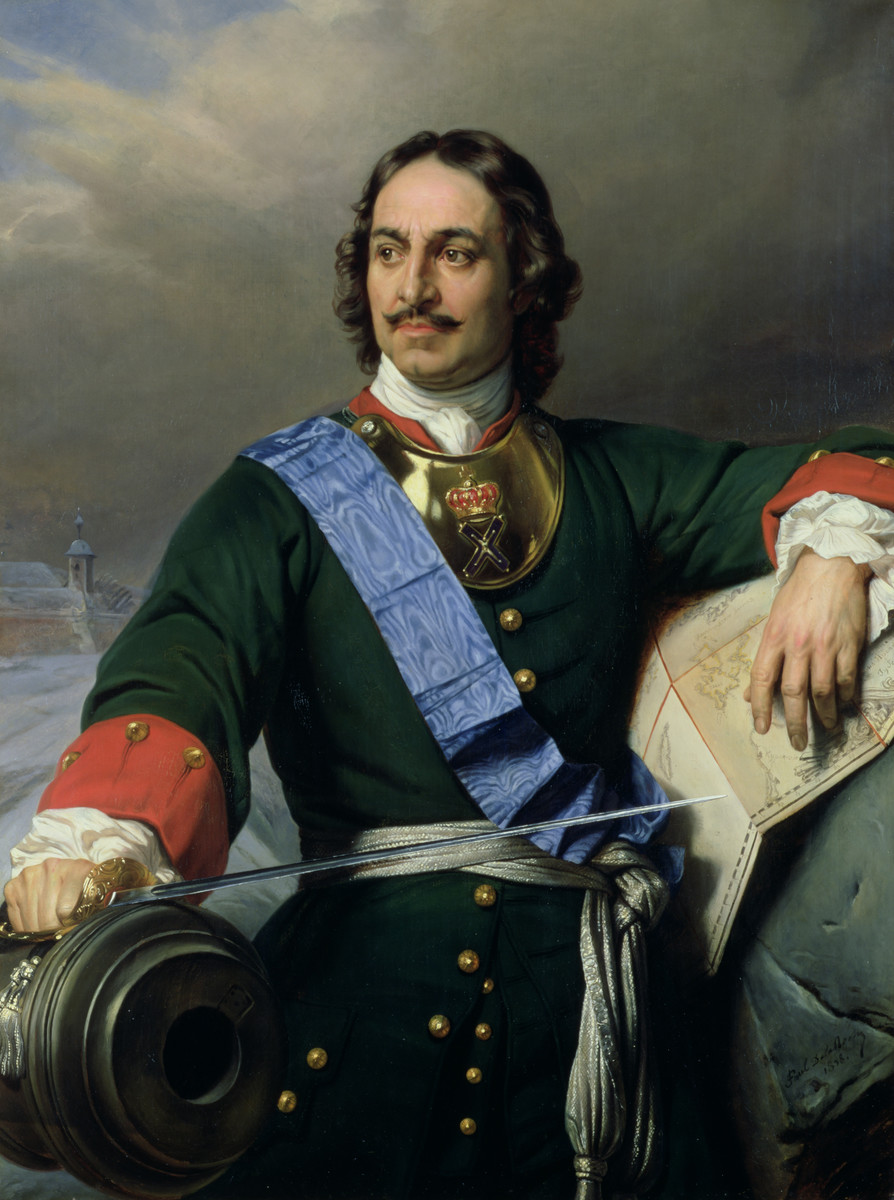
I. Péter orosz cár
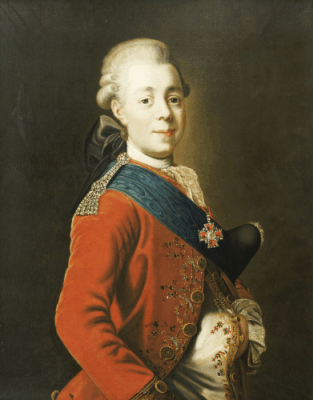
Pavel Petrovics cárevics a Szent András-rend kék pántjával (1777, Alekszandr Roslin (1718–1793) festménye
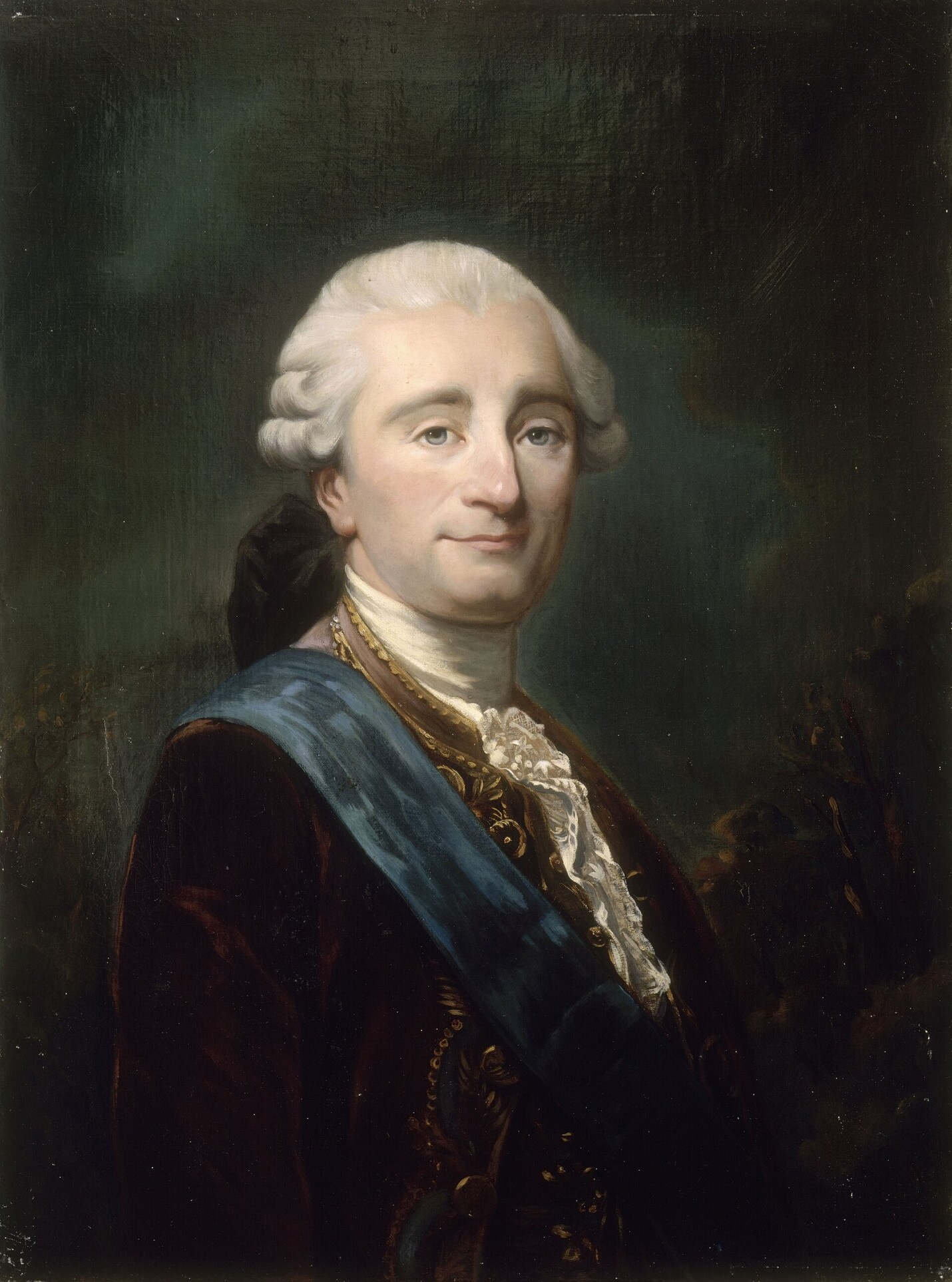
François-Emmanuel Guignard de Saint-Priest gróf, XV. Lajos francia király szentpétervári nagykövete
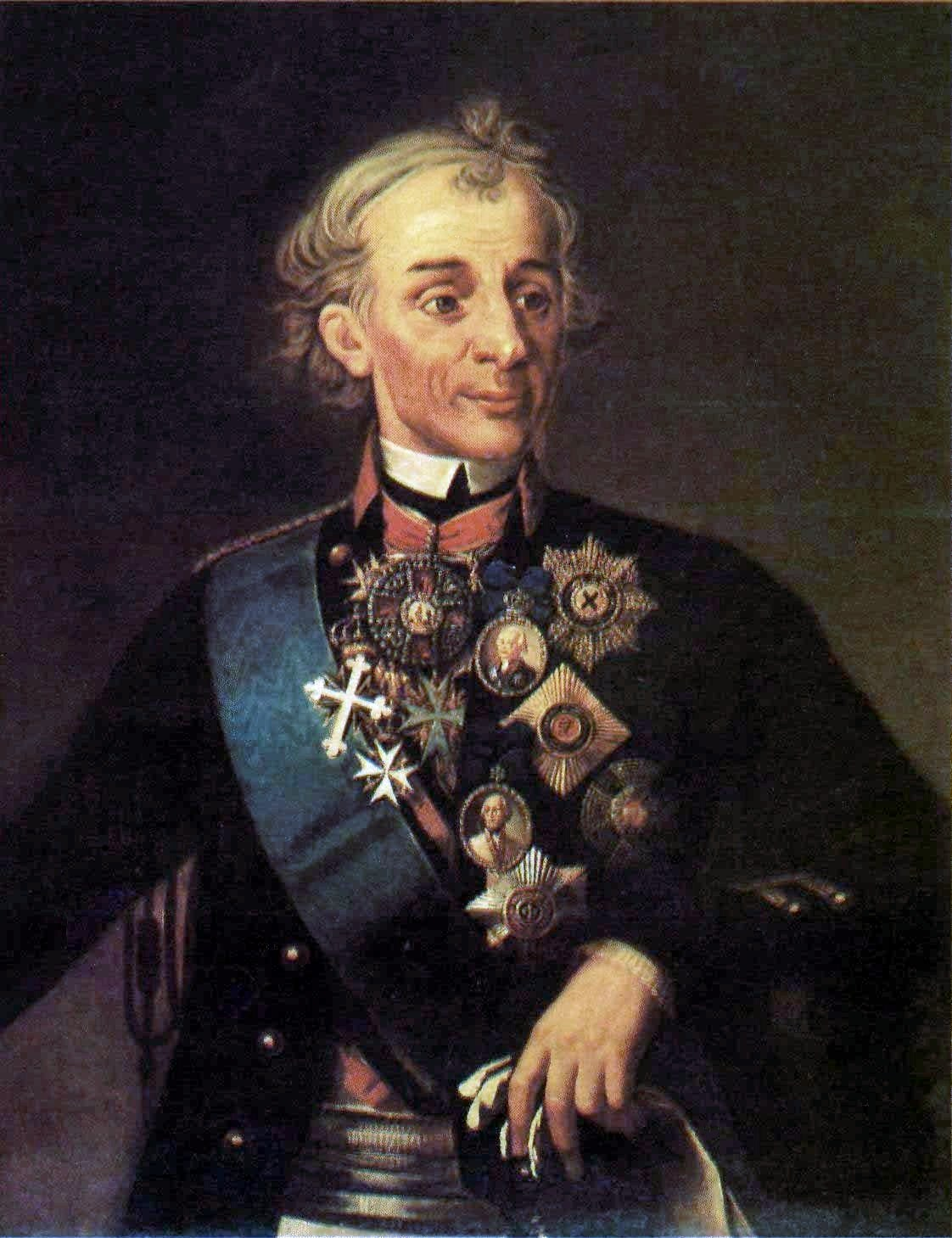
Alekszandr Vasziljevics Szuvorov]] tábornok
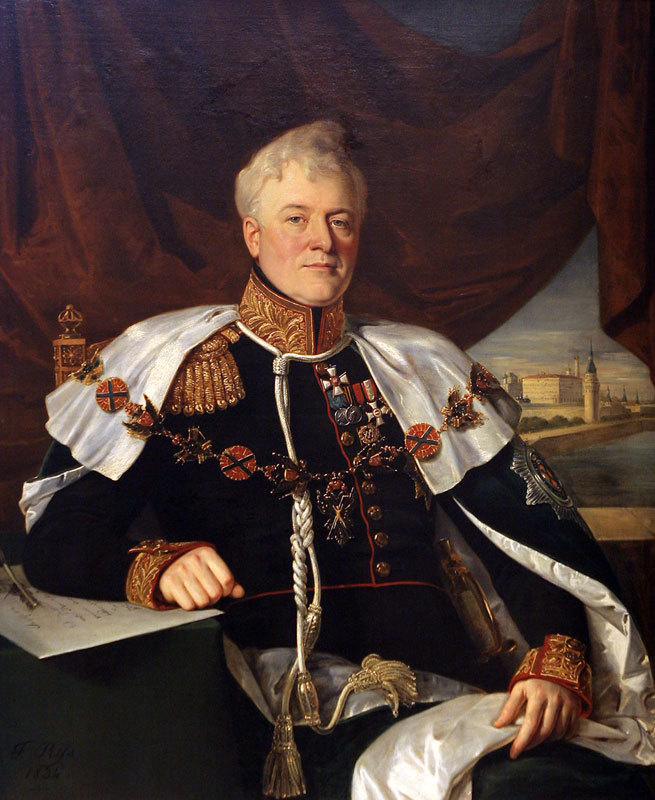
Dmitrij Vlagyimirovics Golicin herceg

### A rend az Orosz Föderációban
Az Orosz Ortodox Egyház 1988. december 27-én alapított nem hivatalosan egy azonos nevű, de eltérő jelvényű és alapszabályú rendet. A Szovjetunió végleges összeomlása után maga az Orosz Föderáció volt az, amely először engedélyezte ennek használatát a polgári lakosság és a katonák számára, majd az 1998. június 1-jei 757. sz. elnöki rendelettel egyesítette az állami kitüntetésekkel, ezzel a kitüntetések élére helyezve. A kitüntetés adományozója elvben az orosz nemzet volt, mint a cárok alatt. Az 1099. számú elnöki rendelet módosította a kitüntetés odaítélésének kritériumait a 2010. szeptember 7-i koncessziós kizárólagosság fenntartása érdekében.
A Rendet ma is főként a tudomány, a kultúra, a művészetek, az ipar és a politika világának és közéleti személyiségeinek adományozzák, akik nagymértékben hozzájárultak Oroszország hírnevéhez.
A Rendet olyan külföldi államfők is megkaphatják, akik az Orosz Föderációval együttműködve különleges érdemeket szereztek.
Az eredeti birodalmi intézménytől eltérően azonban a modern Szent András-rendnek nincs saját ünnepi öltözete vagy szigorú szabályozása a viselésére. A rend lánca, öve és csillaga csak egyenruhán vagy estélyi ruhán viselhető.

## Nevezetes kitüntetettek

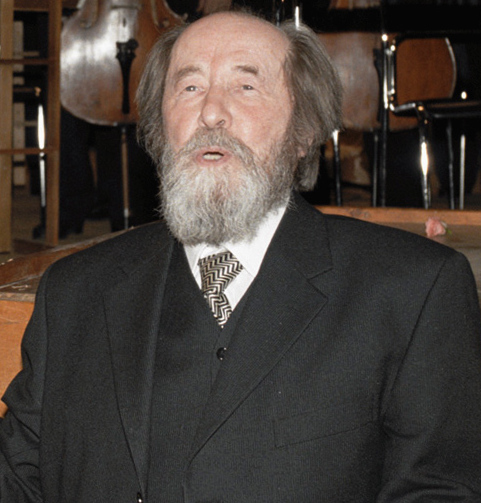
Alekszandr Iszajevics Szolzsenyicin író
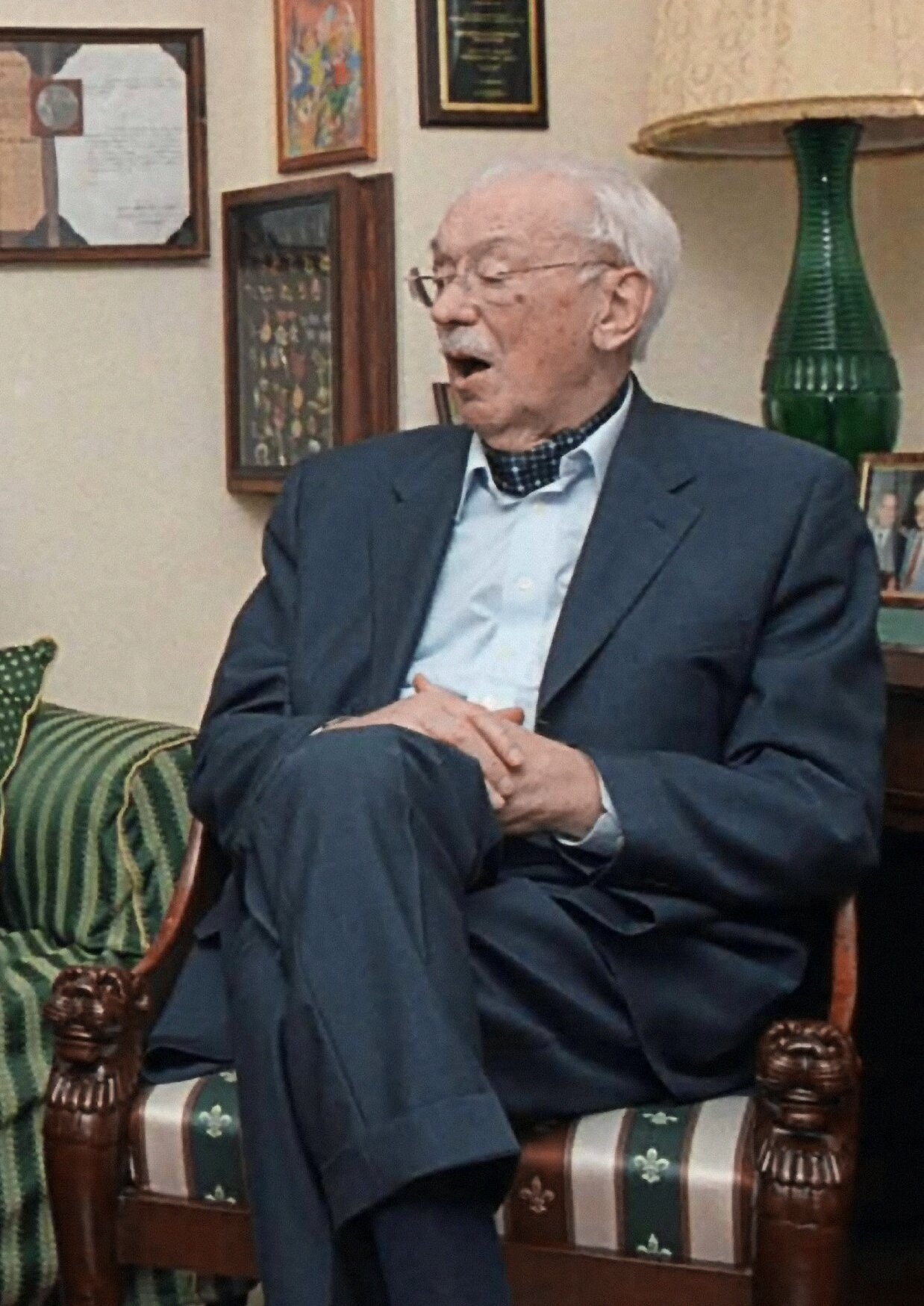
Szergej Vlagyimirovics Mihalkov író
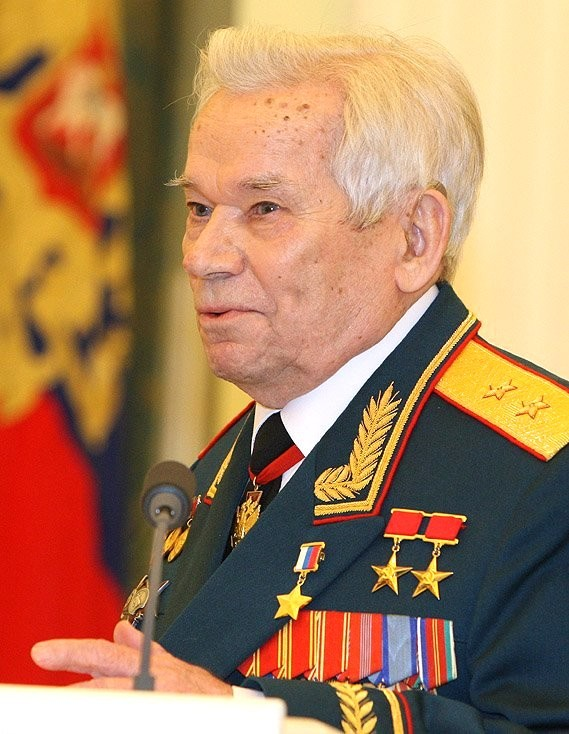
Mihail Tyimofejevics Kalasnyikov
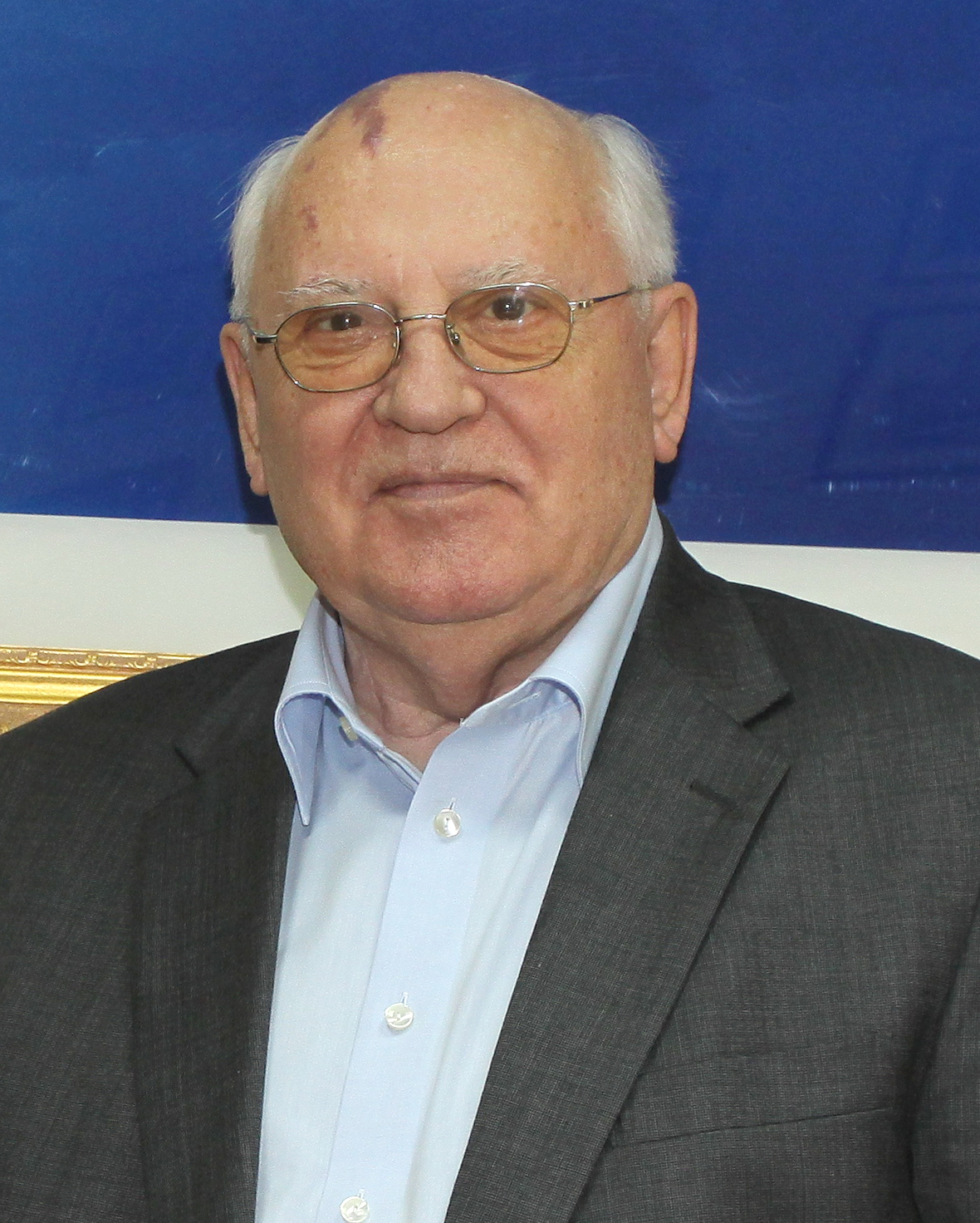
Mihail Gorbacsov, az SZKP utolsó főtitkára
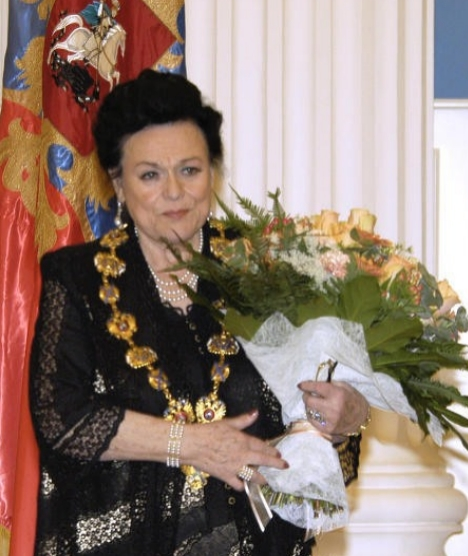
Ljudmila Georgijevna Zikina énekes.
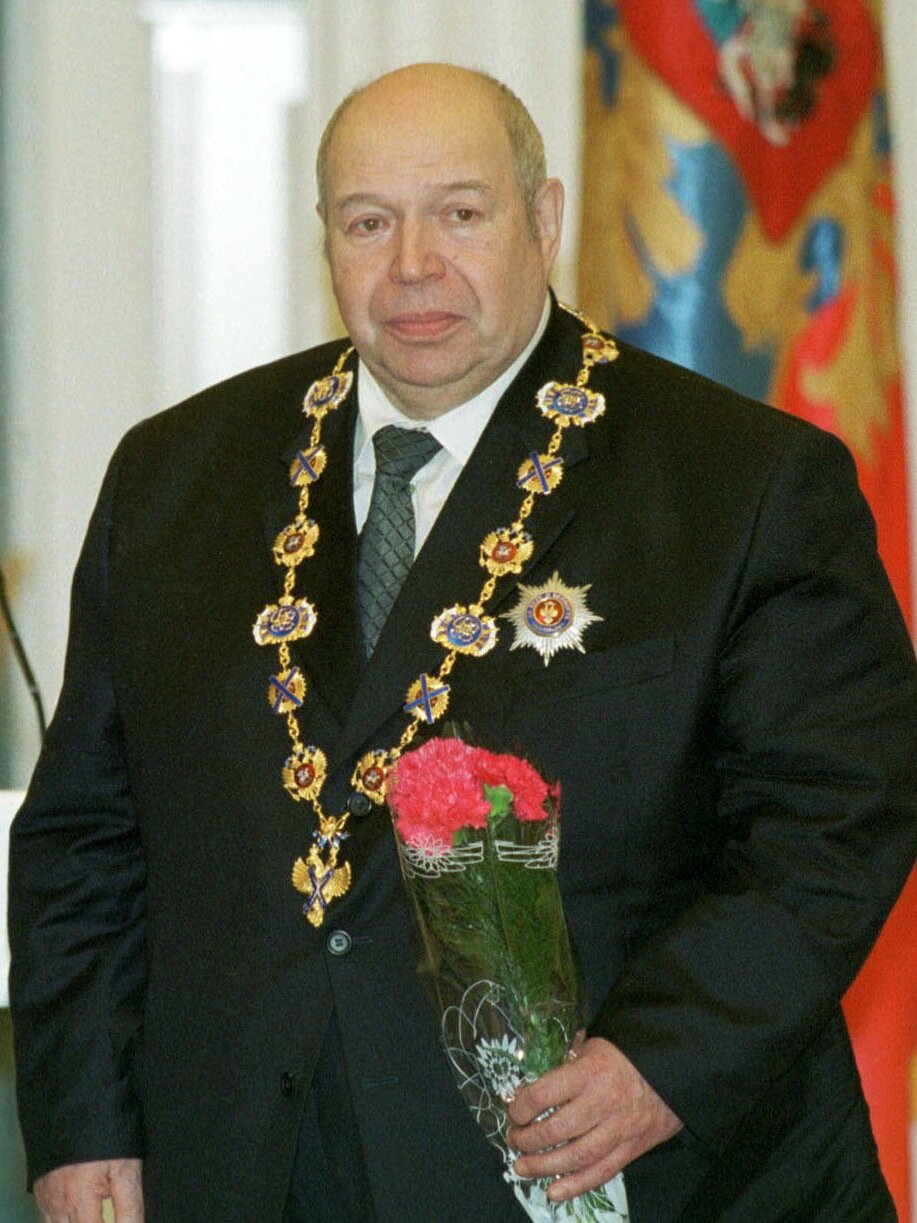
Valerij Sumakov az oroszországi szervátültetés atyja
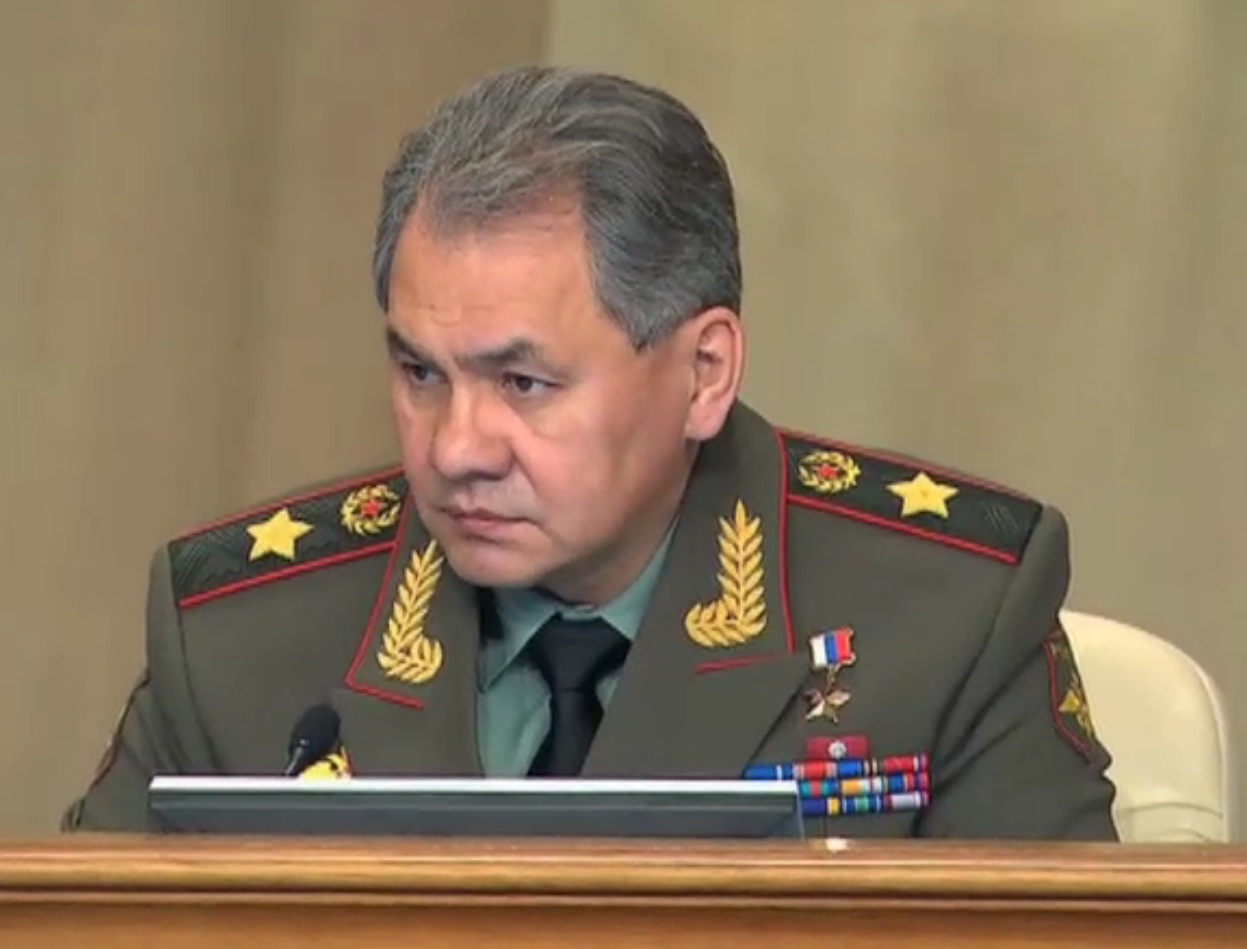
Szergej Kuzsugetovics Sojgu orosz védelmi miniszter
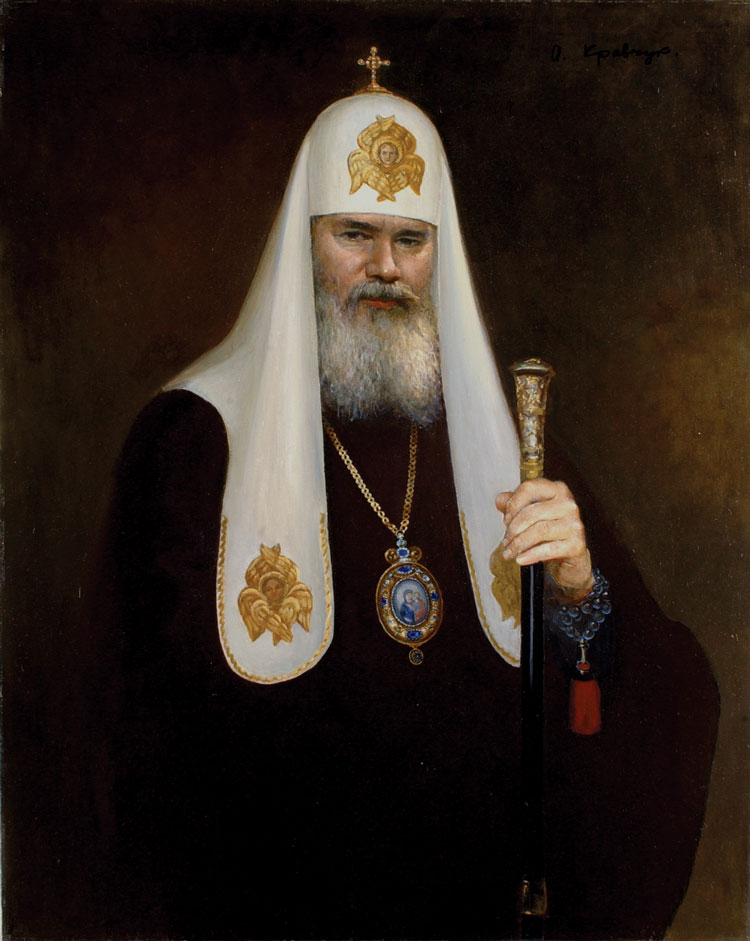
II. Alekszij moszkvai pátriárka

### Jelvények az Orosz Birodalom idején

A Szent András-rend jelvényének viselési módjai

- Az érem egy koronás, kétfejű, fekete zománcozott sasból állt, mellén kékre zománcozott mező, rajta arany keresztre feszített Szent Andrással; a kereszt mindkét karján a SAPR ("Oroszország Szent András védelmezője") rövidítés betűje látható.
- A csillag egy nyolcágú csillagból állt, amely az éremhez hasonló díszítést visel, és egy kék zománcozott gyűrű veszi körül, amely „A hitért és a hűségért” rend mottója (oroszul „Za veru i vernoszty” arany betűkkel) ). A mellkas bal oldalán viselték.
- A szalag teljesen égszínkék volt.

A rend jelvényét a különleges megkülönböztetés jeleként „gyémánttal” is lehetett ékesíteni.
A rendi káptalan székhelye a szentpétervári Szent András-székesegyházban volt.

### Jelvények az Orosz Föderációban
A modern Szent András-rend jelvényeinek kialakítása alig változott a cári korszakhoz képest. A következőkből állnak:
Szia
- Az érem egy koronás arany kétfejű sasból állt, a mellén kék zománcozott Andráskereszttel, a kereszt mindkét karján a SAPR („Szent András Oroszország védelmezője”) rövidítés látható. A gallérra akasztották, s nyakláncként hordták.
- A csillag egy nyolcágú csillagból áll, amely az éremhez hasonló díszítést visel, és egy kék zománcozott gyűrű veszi körül, amelyen a „Hitért és hűségért” (oroszul „Za Veru i Vernoszty”) felirat van. A mellkas bal oldalán hordják.
- A szalag színét a birodalmi kor égszínkékjéről a modern kékre változtatták.

Ezenkívül a Rend katonai osztályának kitüntetésein két keresztbe tett kard van közvetlenül a cári korona alatt, a sas feje fölött.
A korábbi cári kitüntetéshez hasonlóan az Orosz Föderáció Szent András-rendjét is csak a lovagok osztályában adják ki, azzal a különbséggel, hogy hölgy címmel nők is megkaphatják.

## Fordítás
- Ez a szócikk részben vagy egészben  az   Ordine di Sant'Andrea című olasz Wikipédia-szócikk ezen változatának fordításán alapul.  Az eredeti cikk szerkesztőit annak laptörténete sorolja fel. Ez a jelzés csupán a megfogalmazás eredetét és a szerzői jogokat jelzi, nem szolgál a cikkben szereplő információk forrásmegjelöléseként.